# Naenae (Nouvelle-Zélande)
Naenae (prononcé en anglais : /naɪnaɪ/, parfois écrit NaeNae) est une banlieue de la cité de Lower Hutt, située dans l'Île du Nord de la  Nouvelle-Zélande.

## Situation
Elle siège sur le coin est de la plaine d'inondation du fleuve Hutt, situé à quatre kilomètres du quartier d'affaires de la ville de Lower Hutt; 
Un petit affluent du fleuve Hutt, le Waiwhetu Stream, s'écoule à travers la banlieue. 
Elle est limitée au nord par la banlieue de Wingate, au sud-ouest, par celle d'Epuni et à l’ouest par celle de Boulcott, enfin au nord-ouest, par celle d’Avalon

## Population
Naenae a une population d'environ 8 000 personnes.

## Installations
Le centre commercial de Naenae contient une piscine olympique, construite par la Nouvelle-Zélande, quand elle a accueilli le championnat international de plongeon. La piscine a trois tremplins de plongeon. 
Initialement en plein air, le complexe a bénéficié  du fait de supports publics importants ,d'un toit permettant un accès tout le long de l'année. 
Un toboggan aquatique adjacent au bassin principal attire encore plus de personnes. 
Le bassin de "pagaie des tout-petits" reste situé en plein air pour quelques années de plus.

## Toponymie
Naenae ou nae-nae et la translation du mot en langue māori, signifiant "moustique" ou "sandfly", rappelant le temps d'avant le drainage du secteur, quand la population des moustiques était prédominante.

## Géographie
Naenae occupe un bassin et les terres situées sur les pentes inférieures à l'est de la chaîne de Eastern Hutt Hills dans la partie supérieure du bassin de drainage du torrent Waiwhetu Stream'.

## Histoire
Lors de l'expansion de la ville de 'Lower Hutt' après la fin de la seconde Guerre mondiale en 1945, le gouvernement du premier gouvernement travailliste de Nouvelle-Zélande (en) sous la direction de Peter Fraser sélectionna Naenae comme un site idéal pour devenir une " communauté nouvelle", une banlieue modèle du genre, où un habitat suburbain formé de logements publiques en Nouvelle-Zélande (en) pourrait comporter en complément un centre commercial substantiel. 
Le centre de la communauté pourrait ainsi servir de hub pour les activités sociales d'une zone d'habitation plus large. 
Les planificateurs espéraient encourager la ville à servir de "famille nucléaire" dans ce schéma particulier, du fait de l'urbanisation croissante de la Nouvelle-Zélande et de la demande pour des logements dépassant les besoins pour un tel centre. 
Mais en septembre 2018, le projet de ce centre, resta seulement partiellement réalisé, tel que:Ernst Plischke (en), l'architecte australien avait conçu les plans pour le centre de la nouvelle communauté entre 1942 et 1943. Toutefois l'architecte du gouvernement Gordon Wilson (en), changea plus tard drastiquement la conception de la ville,.

## Accès
La gare de gare de Naenae (en), ouverte en 1946, sur le trajet de la ligne de la section de la Hutt Valley (en) de la ligne de Wairarapa (en), fut adjointe au centre commercial de Naenae.
Le bureau de poste de style post-moderne de Naenae (officiellement ouvert en 1966, ferma en tant que centre postal en 2016 ) mais c’est une hommage au style Art Déco. 
C'était de fait le bureau de poste  principal de la ville de Lower Hutt.

## Activités
Une nouvelle répartition des activités dans la ville de Naenae en fit une ville partiellement industrielle en 1960, mais elle resta néanmoins principalement une zone résidentielle. 
Au pic de son développement, Naenae attira deux manufactures avec de forte relation avec les Pays-Bas:
- Philips, qui produisait des appareils de télévision et de radio, see pictures here.

Mais cette industrie ferma durant les années 1980 
- et ensuite la société des peintures Resene Paints qui occupa les mêmes bâtiments jusqu'en 2007[5], formée à la suite de la Seconde Guerre Mondiale par des tailleurs néerlandais.

Depuis 2007, elle exporte principalement vers l'Australie, et a des contrats majeurs à travers le monde entier.

## Éducation
Naenae a quatre écoles :
- L'école de "Naenae" est une école publique, contribuant au primaire, allant des années 1 à 6, desservant la moitié sud de la banlieue.

Elle a un effectif de 249 élèves.
- L'école "Rata Street" est une école publique, contribuant au primaire, (allant des années 1 à 6 , et desservant la moitié nord de la banlieue.

Elle a un effectif de 248 élèves
- L'école "St Bernadette's School" est une école catholique, intégrée au public, assurant tout le primaire et le niveau intermédiaire (allant des années 1 à 8).

Elle a un effectif de 113 élèves
- L'école "Wa Ora Montessori School" est une école de type Montessori intégrée au public et composite (allant des années 1 à 10. Elle a un effectif de 255 élèves[7].

Les élèves du niveau intermédiaire du public (année 7 à 8) et les étudiants du secondaire (année 9 à 13) sont desservis respectivement par l'école "école intermédiaire de Naenae (en)" et le collège de Naenae (en) , qui malgré leurs noms sont localisées dans la banlieue adjacente de Avalon.